# Leptodesmus bivelatus
Leptodesmus bivelatus är en mångfotingart som beskrevs av Christoph D. Schubart 1947. Leptodesmus bivelatus ingår i släktet Leptodesmus och familjen Chelodesmidae. Inga underarter finns listade i Catalogue of Life.